# Afrikansk skovstork
Afrikansk skovstork (Mycteria ibis) er en subsaharisk storkefugl.